# کنمو

کرسی‌های امپراتوری در دوره نانبوکو-چو در مجاورت نسبتاً نزدیک، اما از نظر جغرافیایی متمایز بودند. آنها به‌طور معمول به عنوان: پایتخت شمالی: کیوتو پایتخت جنوبی: یوشینو شناسایی شدند.

کنمو (به ژاپنی: 建武 Kenmu)، نام دوره ژاپنی در دربار شمالی در دوره نانبوکوچو پس از شوکیو و قبل از ریاکوئو بود. 
در دربار جنوبی کنمو پس از گنکو (۳۴-۱۳۳۱) و قبل از انگن (دوره) بود.
این دوره از ژانویه ۱۳۳۴ تا اوت ۱۳۳۸ در دربار شمالی و تنها تا فوریه ۱۳۳۶ در دربار جنوبی را در بر می‌گرفت. امپراتورهای سلطنتی امپراتور گودایگو در جنوب و امپراتور کومیو در شمال بودند.

## آغاز تفاوت در نامگذاری دوره ژاپنی در دربار شمالی و جنوبی
در طول دوره میجی، یک فرمان امپراتوری مورخ ۳ مارس ۱۹۱۱ نشان داد که پادشاهان قانونی حاکم در این دوره از نوادگان مستقیم امپراتور گو-دایگو از طریق امپراتور گو-موراکامی بودند. دربار جنوبی (نانچو، 南朝, nanchō) در تبعید در یوشینو، نزدیک نارا تأسیس شده بود.
تا پایان دوره ادو، امپراتورهای مدعی برتر از نظر نظامی که توسط شوگون‌سالاری آشیکاگا حمایت می‌شدند، به‌اشتباه در گاه‌شماری‌های امپراتوری گنجانده شده بودند، علی‌رغم این واقعیت مسلم که حقوق و امتیاز امپراتوری در اختیار آنها نبود. دربار غیرقانونی دربار شمالی یا هوکوچو (北朝, hokuchō) توسط آشیکاگا تاکائوجی در کیوتو تأسیس شده بود.

## شکست تجدید حیات کنمو
پس از سقوط شوگون‌سالاری کاماکورا امپراتور گو-دایگو به کیوتو بازگشت و دوباره تاج و تخت را به دست گرفت. او تصمیم گرفت که سال را «کنمو» نامگذاری کند و «تجدید حیات کنمو» (اصلاحات کنمو) را آغاز کرد، که حکومت مستقیم امپراتور را که مدت‌ها منتظرش بود، ترویج می‌کرد. دولت جدید کنمو نهادها و شیوه‌های اجتماعی سنتی مانند نایب‌السلطنه، کانپاکو، اینسی و شوگون‌سالاری را رد کرد.
با این حال، اصلاحات بیش از حد شتابزده باعث نارضایتی نه تنها سامورایی‌ها، بلکه از سوی اشراف نیز شد. به‌طور خاص، این کشور قادر به مقابله با مسائل فزاینده دعوای حقوقی پیچیده در مورد زمین نبود و دعواهای بسیاری بر سر زمین در نقاط مختلف رخ داد. علاوه بر این، با افزایش بار مالیاتی به دلیل طرح ساخت کاخ امپراتوری مخالفت شد، زیرا بر کشاورزانی که از جنگ خسته شده بودند فشار وارد می‌کرد.

## شورش کنمو
برخی از سامورایی‌هایی که در نبردهای ضد شوگونی فعالیت می‌کردند از پاداش‌های نابرابر ناراضی بودند و آشیکاگا تاکائوجی کسی بود که نارضایتی آنها را برانگیخت. در سال ۱۳۳۵ (سال دوم کنمو )، هوجو توکی‌یوکی ، پسر یتیم هوجو تاکاتوکی (آخرین شیکن از شاخه توکوسو، خاندان هوجو و چهاردهمین شیکّن در شوگون‌سالاری کاماکورا )، که توسط امپراتور گو-دایگو شکست خورده بود، شورشی را در کاماکورا آغاز کرد. این شورش «شورش ناکاسندای» نام دارد.
برادر کوچک آشیکاگا تاکائوجی، آشیکاگا تادایوشی، که در کاماکورا بود، در وضعیت دشواری قرار داشت، بنابراین بدون اینکه منتظر دستور امپراتور گو-دایگو باشد، برای مقابله با هوجو توکی‌یوکی  رفت و شورش را سرکوب کرد. حتی پس از آن، در سرپیچی از دستور امپراتور گو-دایگو برای بازگشت به کیوتو، او خودسرانه به سامورایی‌هایی که در سرکوب اوضاع موفق بودند، پاداش می‌داد.
امپراتور گودایگو که این امر را به عنوان کناره‌گیری آشیکاگا تاکائوجی از همکاری با دولت جدید می‌دید، به نیتا یوشی‌سادا دستور داد آشیکاگا تاکائوجی را مطیع خود کند. با این حال، ارتش نیتا یوشی‌سادا توسط ارتش آشیگاکا در نبرد هاکونه-تاکه‌نوشیتا شکست خورد.
ارتش آشیکاگا به حرکت خود به سمت کیوتو ادامه داد، اما کوسونوکی ماساشیگه، کیتاباتاکه آکی‌ایه و سایرین از دولت جدید با هم کار کردند تا ارتش آشیکاگا را به کیوشو در جنوب ژاپن برانند. با این حال، ارتش آشیکاگا در کیوشو قدرت خود را بازیافت و دوباره به کیوتو حمله کرد. دولت جدید در نبرد میناتوگاوا توسط ارتش آشیکاگا شکست خورد و کوسونوکی ماساشیگه مجبور به خودکشی شد.
امپراتور گو-دایگو به کوه هیئی گریخت و به مقاومت ادامه داد، اما فرماندهان نظامی قدرتمند او، از جمله ناوا ناگاتوشی و چیکوسا تاداآکی، در نبرد کشته شدند. در همین حال، آشیکاگا تاکائوجی کیوتو را اشغال کرد و به ساخت بنیاد خود در کیوتو ادامه داد و برادر کوچکتر امپراتور بازنشسته امپراتور کوگون از جناح جیمیوئین  را به عنوان امپراتور کومیو بر تخت سلطنت نشاند.
امپراتور گو-دایگو که به اجبار صلح با آشیکاگا تاکائوجی را پذیرفته بود و در کازانئین در کیوتو زندانی شد. با این حال، امپراتور گودایگو هرگز تسلیم نشد و مخفیانه از کازانئین فرار کرد. او به یوشینو رفت و اعلام کرد که دربار امپراتوری را باز خواهد کرد و ریاست آن را بر عهده خواهد گرفت.

## آغازدوره نانبوکوچو
بدین ترتیب دوره نانبوکوچو آغاز شد، زمانی که دربار شمالی در کیوتو و دربار جنوبی در یوشینو وجود داشتند. امپراتور گو-دایگو از فرماندهان نظامی در مناطق مختلف درخواست کرد تا آشیکاگا تاکائوجی را تحت سلطه خود درآورند، اما او دیگر نتوانست حمایتی جمع کند و تلاش‌های او برای فرستادن شاهزادگان خود به مناطق مختلف برای مخالفت با دربار شمالی با شکست مواجه شد.
پس از آن نیتا یوشی‌سادا که به منطقه هوکوریکو گریخت و کیتاباتاکه آکی‌ایه که از توگوکو به کیوتو آمده بود یکی پس از دیگری در نبرد جان باختند و قدرت دربار جنوبی به تدریج کاهش یافت. با این حال، امپراتور گو-دایگو در اراده خود برای مقاومت تزلزل نکرد، اما در سال ۱۳۳۹ (سال چهارم انگن / سال دوم ریاکوئو) بیمار شد.
او سپس تاج و تخت را به شاهزاده نوری‌ناگا (امپراتور بعدی امپراتور گو-موراکامی (۱۳۲۸ – ۱۳۶۸) واگذار کرد و در معبد کینرینو ja:金輪王寺 در یوشینو درگذشت. وی در سن ۵۲ سالگی زندگی را وداع گفت. در تای هیکی نوشته شده است که امپراتور گو-دایگو تا پایان با سرسختی مرد، با لوتوس سوترا در دست چپ و شمشیری ارزشمند در دست راستش با امید نابودی دشمنان امپراتوری و بازپس‌گیری کیوتو زندگی را پشت سر گذاشت.